# Meliz Karlge
Meliz Karlge es una actriz sueca, más conocida por haber interpretado a Sophie Nordh en las películas de Johan Falk. 

## Biografía
En 2006 se casó con el director sueco Daniel di Grado.

## Carrera
En 2002 dio vida a Gita, la hermana de Minoo (Melinda Kinnaman) en la película Hus i helvete.
En el 2007 se unió al elenco principal de la serie Labyrint donde dio vida a Zahra Haidari, una ambiciosa abogada de uno de los principales bufetes de abogados de Estocolmo, hasta el final de la serie en el 2008. En la serie compartió créditos con los actores Jonas Malmsjö, Björn Bengtsson, Robert Jelinek, Isabelle Moreau y Noomi Rapace.
En el 2008 apareció como invitada en el séptimo episodio de la primera temporada de la serie Livet i Fagervik donde interpretó a Ann-Marie Kowalski-Bergfors.
En el 2009 obtuvo su primer papel importante en películas cuando se unió al elenco principal de la series de películas de Johan Falk donde interpretó por primera vez a la policía Sophie Nordh, un oficial de la Unidad de Investigaciones Especiales "GSI" en: Johan Falk: GSI-Gruppen för särskilda insatser, Johan Falk: Vapenbröder, Johan Falk: National Target, Johan Falk: Leo Gaut, Johan Falk: Operation Näktergal y en Johan Falk: De fredlösa. 
Ese mismo año apareció en la serie 183 dagar donde interpretó a la presentadora de televisión Ulrika.
En el 2012 Meliz volvió a dar vida a Sophie ahora en las películas Johan Falk: Spelets regler, Johan Falk: De 107 patrioterna, Johan Falk: Alla råns moder, Johan Falk: Organizatsija Karayan y en Johan Falk: Barninfiltratören.
En el 2013 interpretó nuevamente a Nordh en la película Johan Falk: Kodnamn: Lisa junto a Jakob Eklund, Jens Hultén y Joel Kinnaman. 
En el 2014 se unió al elenco recurrente de la serie sueca Blå Ögon (en inglés: Blue Eyes) donde interpretó a Sarah Farzin, la jefa de personal del Ministro de Justicia Gunnar Elvestad (Sven Nordin) quien desaparece misteriosamente.
En el 2015 se unió al elenco de la serie En delad värld donde dio vida a Carina Björk.
Ese mismo año apareció por última vez como Sophie Nordh, ahora en las películas de Johan Falk: Ur askan i elden, Johan Falk: Tyst diplomati, Johan Falk: Blodsdiamanter, Johan Falk: Lockdown y finalmente en la última entre de la franquicia Johan Falk: Slutet.

## Filmografía

### Películas
| Año  | Título                                         | Personaje    | Notas                                                                                           |
| ---- | ---------------------------------------------- | ------------ | ----------------------------------------------------------------------------------------------- |
| 2015 | Johan Falk: Slutet                             | Sophie Nordh | junto a Jakob Eklund, Jens Hultén, Mårten Svedberg y Mikael Tornving                            |
| 2015 | Johan Falk: Lockdown                           | Sophie Nordh | junto a Jakob Eklund, Jens Hultén, Henrik Norlén, Mårten Svedberg y Mikael Tornving             |
| 2015 | Johan Falk: Blodsdiamanter                     | Sophie Nordh | junto a Jakob Eklund, Jens Hultén, Mårten Svedberg y Alexander Karim                            |
| 2015 | Johan Falk: Tyst diplomati                     | Sophie Nordh | junto a Jakob Eklund, Jens Hultén, Mårten Svedberg, Alexandra Rapaport y Mikael Tornving        |
| 2015 | Johan Falk: Ur askan i elden                   | Sophie Nordh | junto a Jakob Eklund, Jens Hultén, Mårten Svedberg, Henrik Norlén y Mikael Tornving             |
| 2013 | Fjällbackamorden: Vänner för livet             | Katja        | junto a Richard Ulfsäter, Lennart Jähkel, Claudia Galli, Marie Robertson y Anders Nordahl       |
| 2013 | Johan Falk: Kodnamn: Lisa                      | Sophie Nordh | junto a Jakob Eklund, Joel Kinnaman, Jens Hultén, Mårten Svedberg y Henrik Norlén               |
| 2012 | Johan Falk: Barninfiltratören                  | Sophie Nordh | junto a Jakob Eklund, Joel Kinnaman, Jens Hultén, Mårten Svedberg y Mikael Tornving             |
| 2012 | Johan Falk: Organizatsija Karayan              | Sophie Nordh | junto a Jakob Eklund, Joel Kinnaman, Jens Hultén, Mårten Svedberg y Mikael Tornving             |
| 2012 | Johan Falk: Alla råns moder                    | Sophie Nordh | junto a Jakob Eklund, Joel Kinnaman, Jens Hultén, Mårten Svedberg y Mikael Tornving             |
| 2012 | Johan Falk: De 107 patrioterna                 | Sophie Nordh | junto a Jakob Eklund, Joel Kinnaman, Jens Hultén, Mårten Svedberg y Anastasios Soulis           |
| 2012 | Johan Falk: Spelets regler                     | Sophie Nordh | junto a Jakob Eklund, Joel Kinnaman, Jens Hultén, Mårten Svedberg y Mikael Tornving             |
| 2009 | Johan Falk: De fredlösa                        | Sophie Nordh | junto a Jakob Eklund, Joel Kinnaman, Henrik Norlén, Mikael Tornving y Fredrik Dolk              |
| 2009 | Johan Falk: Operation Näktergal                | Sophie Nordh | junto a Jakob Eklund, Joel Kinnaman, Henrik Norlén, Mikael Tornving y Zeljko Santrac            |
| 2009 | Johan Falk: Leo Gaut                           | Sophie Nordh | junto a Jakob Eklund, Joel Kinnaman, Henrik Norlén, Mikael Tornving y Peter Andersson           |
| 2009 | Johan Falk: National Target                    | Sophie Nordh | junto a Jakob Eklund, Joel Kinnaman, Jens Hultén, Mikael Tornving y Jaqueline Ramel             |
| 2009 | Johan Falk: Vapenbröder                        | Sophie Nordh | junto a Jakob Eklund, Joel Kinnaman, Jens Hultén, Martin Wallström y Mikael Tornving            |
| 2009 | Johan Falk: GSI-Gruppen för särskilda insatser | Sophie Nordh | junto a Jakob Eklund, Joel Kinnaman, Jens Hultén, Martin Wallström y Henrik Norlén              |
| 2002 | Hus i helvete                                  | Gita         | junto a Melinda Kinnaman, Ola Rapace, Hassan Brijany, Caroline Rauf, Bibbi Azizi y Dennis Önder |

### Series de televisión
| Año             | Título                | Personaje                   | Notas                   |
| --------------- | --------------------- | --------------------------- | ----------------------- |
| 2017 - presente | Fallet                | Zarah Arnesen               | 6 episodios             |
| 2015            | En delad värld        | Carina Björk                | 8 episodios             |
| 2014            | Blå Ögon              | Sarah Farzin                | 4 episodios             |
| 2014            | Tjockare än vatten    | Åklagare                    | episodio # 1.10         |
| 2013            | Biciklo - Supercykeln | Merima                      | -                       |
| 2010            | Våra vänners liv      | Anna                        | 10 episodios            |
| 2010            | Kommissarie Winter    | Nina Lorrinder              | 2 episodios             |
| 2009            | Oskyldigt dömd        | Bobo Marlovic               | episodio "Kidnapped"    |
| 2009            | 183 dagar             | Ulrika                      | 2 episodios             |
| 2008            | Livet i Fagervik      | Ann-Marie Kowalski-Bergfors | episodio # 1.7          |
| 2007 - 2008     | Labyrint              | Zahra Haidari               | 12 episodios            |
| 2007            | Labyrint mobisodes    | Zahra Haidari               | 2 episodios             |
| 2006            | Världarnas bok        | Oficial de Policía          | 2 episodios             |
| 2003            | Skeppsholmen          | Lena                        | episodio # 2.10         |
| 2002            | Stackars Tom          | Sara                        | 2 episodios - miniserie |

### Teatro
| Año  | Obra        | Personaje    | Director (a)    | Teatro         | Notas                                                                |
| ---- | ----------- | ------------ | --------------- | -------------- | -------------------------------------------------------------------- |
| 2011 | Allmänt snö | -            | Åsa Olsson      | -              | junto a Niklas Engdahl, Erik Magnusson y Sandra Andreis              |
| 2002 | Heder       | Leila / Lena | Igor Cantillana | Teater Sandino | junto a Caroline Rauf, Anette Sallmander, Kemal Görgü y Sandro Kåhre |